# Franklin County, Vermont
Franklin County är ett county i delstaten Vermont, USA. Det är ett av fjorton countyn i staten. Den administrativa huvudorten (county seat) är St. Albans.  År 2010 hade countyt 47 746 invånare. 

## Geografi
Enligt United States Census Bureau har countyt en total area på 1 792 km². 1 650 km² av den arean är land och 142 km² är vatten.

### Angränsande countyn
- Orleans County, Vermont - öst
- Lamoille County, Vermont - sydöst
- Chittenden County, Vermont - sydväst
- Grand Isle County, Vermont - väst
- och Kanada i norr.